# Rock da Austrália
Rock australiano também conhecido como OZ Rock, é usado para descrever várias bandas e artistas solo de rock e pop da Austrália. O país tem uma rica história no rock e uma valorização das diversas ráizes do estilo, geralmente originados dos Estados Unidos e Grã-Bretanha. Internacionalmente, o AC/DC passou a ser a banda de rock australiana mais conhecida com mais de 63 milhões de vendas somente nos Estados Unidos.

## Artistas e bandas

### Anos 1960
- Bee Gees
- The Easybeats
- The Master Apprentices
- Tamam Shud

### Anos 1970
- AC/DC
- Cold Chisel
- The Angels
- The Go-Betweens
- Mental As Anything
- Midnight Oil
- The Saints
- Radio Birdman
- Skyhooks
- Rose Tattoo
- Tamam Shud

### Anos 1980
- Australian Crawl
- Beasts of Bourbon
- Big Pig
- Nick Cave
- Divinyls
- The Church
- The Cruel Sea
- Hoodoo Gurus
- INXS
- Paul Kelly
- Men at Work
- Midnight Oil
- New Christs
- Gang Gajang
- Noiseworks
- The call
- Spy Vs Spy
- Johnny Diesel
- Hunters & Collectors
- Yothu Yindi

### Anos 1990
- Bodyjar
- Baby Animals
- Frente
- George
- Silverchair
- The John Butler Trio
- Killing Heidi
- Powderfinger
- Regurgitator
- Underground Lovers
- You Am I
- Youth Group
- Flea
- Yothu Yindi

### Anos 2000
- Grinspoon
- Jet
- The Vines
- Wolfmother
- The Veronicas
- Airbourne
- The Sleepy Jackson
- The whitlams
- Closure In Moscow
- Angus et Julia Stone
- Little red
- Tracer
- Electric Mary
- Tame Impala